# ۱۴۲۶ (قمری)
۱۴۲۶ (قمری)، هزار و چهارصد و بیست و ششمین سال در گاهشماری هجری قمری قراردادی و کبیسه است. اول محرم این سال برابر با دهم فوریه سال ۲۰۰۵ میلادی است.

## وابسته
- حسن مصطفوی